# 481 v.Chr.
Het jaar 481 v.Chr. is een jaartal volgens de christelijke jaartelling.

## Gebeurtenissen

### Griekenland
- Een bijeenkomst op de Landengte van Korinthe maakt een eind aan de oorlog tussen Athene en Egina. De dreiging van Perzië wordt besproken, Themistocles besluit na veel weerstand de Atheense vloot onder het opperbevel van Sparta te voegen.
- Koning Xerxes I heeft besloten de nieuwe expeditie naar Griekenland persoonlijk te leiden. De winter van 481 - 480 v.Chr. wordt besteed aan de voorbereidingen in Sardis.